# Bani Yas (confederación tribal)
Bani Yas (de en árabe: بَنُو ياس‎   ) es una confederación tribal de origen najdi en los Emiratos Árabes Unidos . Tenía una coalición con muchas otras tribus de la región. La coalición tribal que consta de tribus desde Dubái hasta Khawr al Udayd al sureste de Catar, se llamó Coalición Bani Yas. La tribu ha sido dirigida por sus gobernantes, los Al Nahyan, que tenían su sede en Al Dhafra y ahora en Abu Dhabi (ciudad) . La familia gobernante de los Emiratos Árabes Unidos y Abu Dhabi, Al Nahyan, que es una rama de Al-Falahi, pertenece y gobierna esta tribu, al igual que los emires de Dubái, Al Maktoum, que es un rama de Al-Falasi.

## Historia
Bani Yas tenía estrechas relaciones con la tribu Dhawahir, que tradicionalmente estaba en desacuerdo con al Naimi y Bani Ka'ab en Buraimi Oasis .

## Sucursales
Bani Yas consta de varias ramas, que son:
1. Al Falahi (Al Bu Falah ال بو فلاح)
2. Al Marar (Al Marri المرر / المري)
3. Al Falasi (Al Bu Falasah ال بو فلاسه)
4. Al Romaithi (al-Rumaithat الرميثات)
5. Al Mazrouie (Al Mazarei المزاريع)
6. Al Muhairi (Al Bu Muhair آل بو مهير)
7. Al Mehairbi (Al Meharbah المحاربه)
8. Al Hameli (al-Hiwamil الهوامل)
9. Al Qubaisi (al-Qubaysī القبيسات)
10. Al Qamzi (القمزان)
11. Al Suwaidi (السودان)